# Pentti Salo
Pentti Esaijas Salo (ur. 14 października 1941 w Lapua) – fiński zapaśnik walczący w stylu klasycznym. Olimpijczyk z Meksyku 1968, gdzie odpadł w eliminacjach w kategorii 78 kg.
Piąty na mistrzostwach Europy w 1970. Mistrz nordycki w 1973 roku.